# Lohri

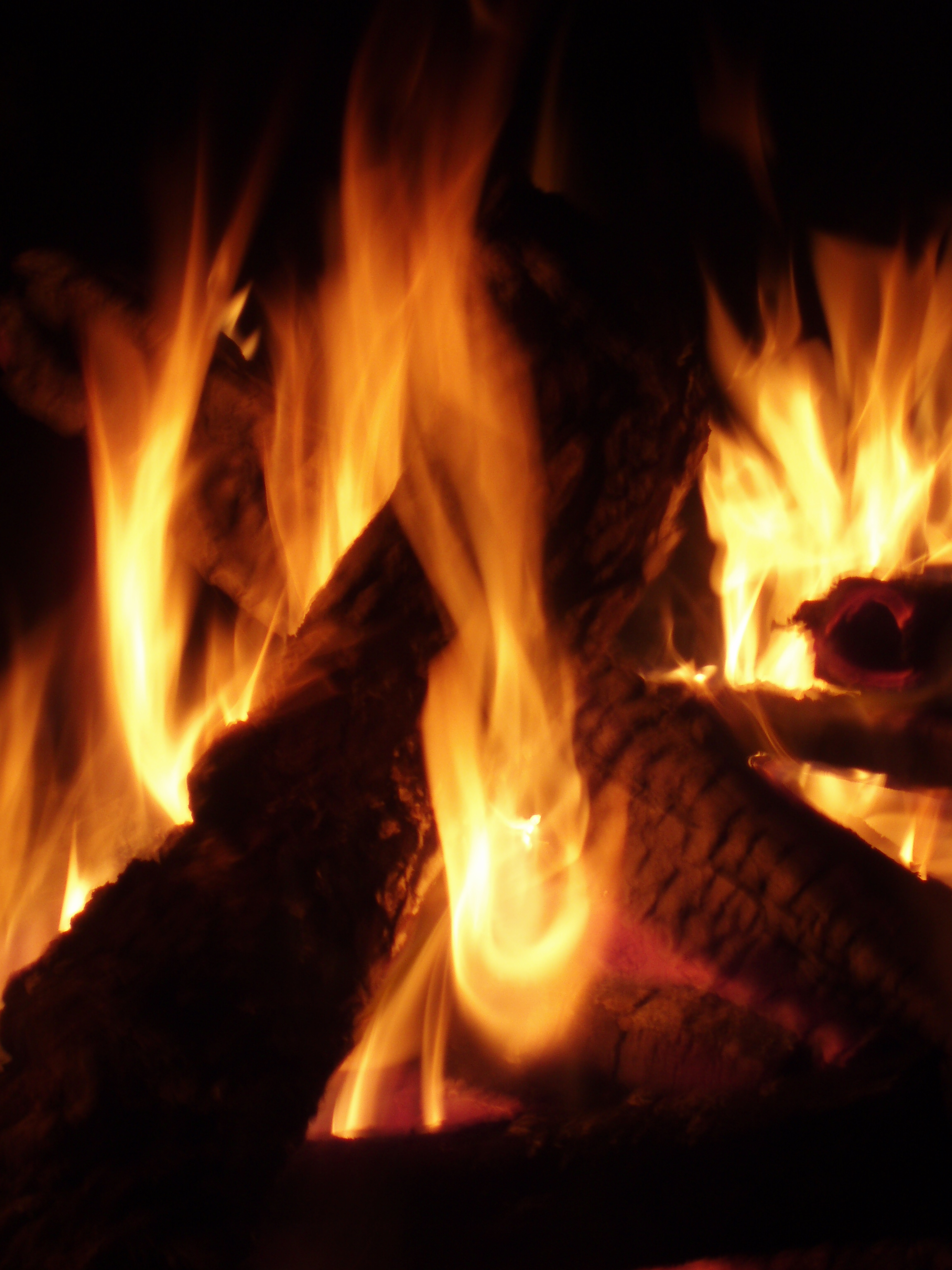
Feu de Lohri.

Lohri  (Pendjabi : ਲੋਹੜੀ (Gurmukhi), लोहड़ी (Devanagari), لوہڑی (Shahmukhi)) est un festival célébré en Inde du Nord la veille de Maghar Sangrant c'est-à-dire la veille du jour où le soleil rentre dans la constellation du Capricorne, autour du 12 janvier. Beaucoup croient qu'auparavant ce jour qui se veut auspicieux était fêté au solstice d'hiver. Cependant aujourd'hui il est lié à la terre cultivée, aux moissons ainsi qu'aux naissances et aux mariages. Des feux de joie sont mis en place pour ce jour. Dans le sikhisme, il est proche de la commémoration de la bataille de Muktsar. Si les Gurus du sikhisme rejettent les cultes dus aux croyances populaires, au Penjab Lohri est tout de même fêté. Un village dénommé Iyali Kalan dans le district de Ludhiana, au Penjab, est fameux pour son festival du lohri; sans doute parce qu'il a su au XVIIe siècle accueillir avec ferveur un des Gurus du sikhisme se remettant d'une bataille, Guru Hargobind.